# Adolphe de Chanal
Pour les articles homonymes, voir Chanal.
François Victor Adolphe de Chanal, né à Paris le 20 juin 1811 et mort à Neuilly-sur-Seine le 21 mars 1882, est un général et homme politique français.

## Biographie

### Famille
Son père se nommait Prosper Hector Chanal. Il était chef de bureau à l'intendance générale de la Maison de l'Empereur. L'acte de naissance de François Victor Adolphe Chanal est rectifié le 15 février 1854 par un jugement du tribunal de première instance de Nantes, de Chanal se substituant alors à Chanal.
Il épouse à Nantes le 24 février 1844 Élisabeth-Blois Henry née à Philadelphie aux États-Unis, fille du lieutenant colonel d'artillerie John Henry (en) d'origine irlandaise et d'Élisabeth-Sophia Duché née à Philadelphie, elle-même fille du révérend Jacob Duché (en), chapelain de Philadelphie. John Henry résidait en France depuis 1812. Son épouse était décédée prématurément à Montréal le 11 décembre 1808. 
Sa fille unique Béatrice, épouse à Paris le 7 juin 1872, Marie Camille Alphonse, baron de Neukirchen de Nyvenheim, fils de Charles Adolphe, baron de Neukirchen de Nyvenheim et d'Élisabeth de Peytes de Montcabrier.
En 1861, il acquiert le château de Sédières en Corrèze avec la fortune de son beau père John Henry dont son épouse et sa fille avait hérité.

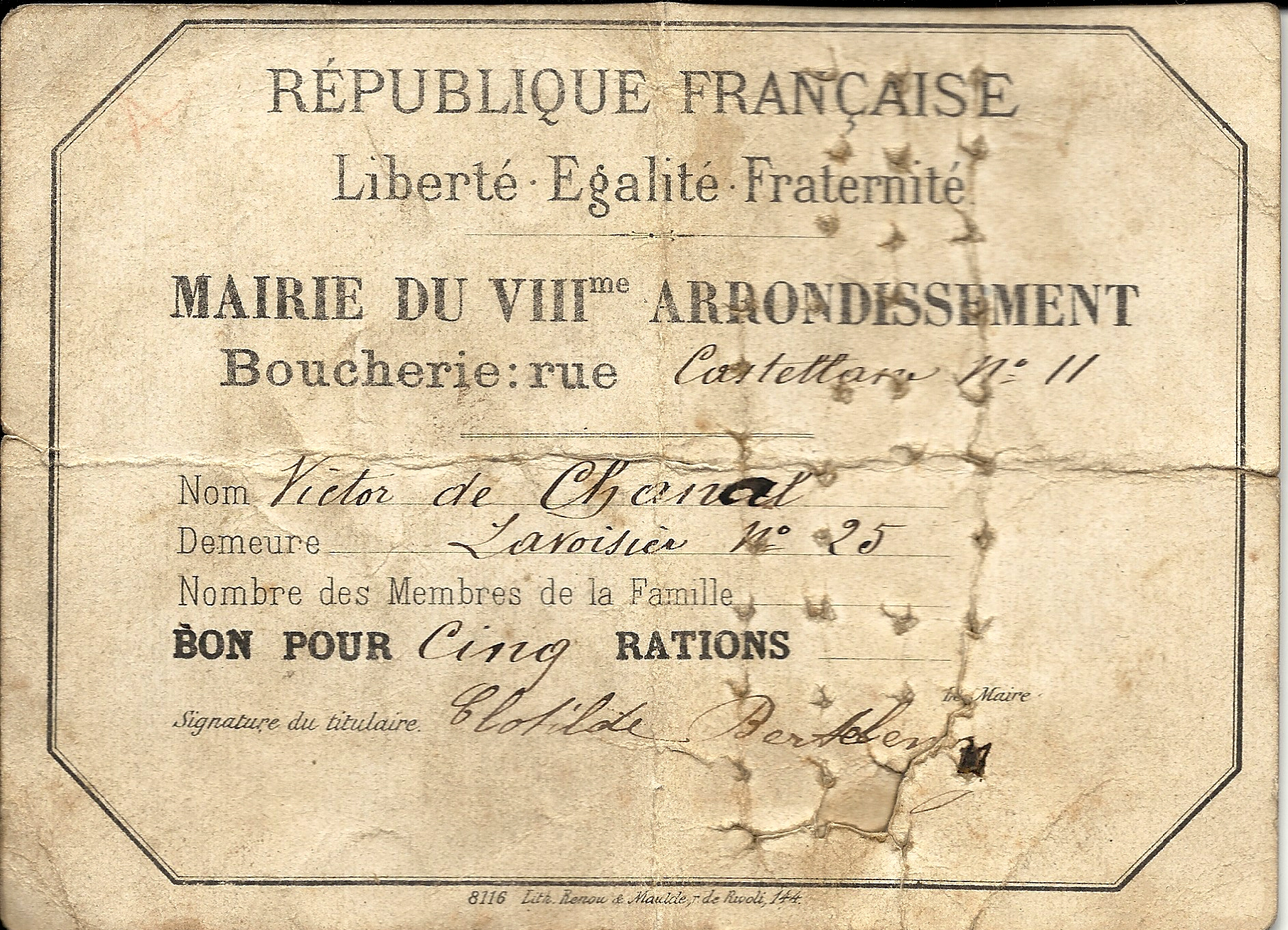
Carte de rationnement pendant le siège de Paris en 1870 ayant appartenu à Adolphe de Chanal. La mention 5 rations correspond aux 5 personnes présentes à son domicile : son épouse, sa fille; deux domestiques et lui-même.
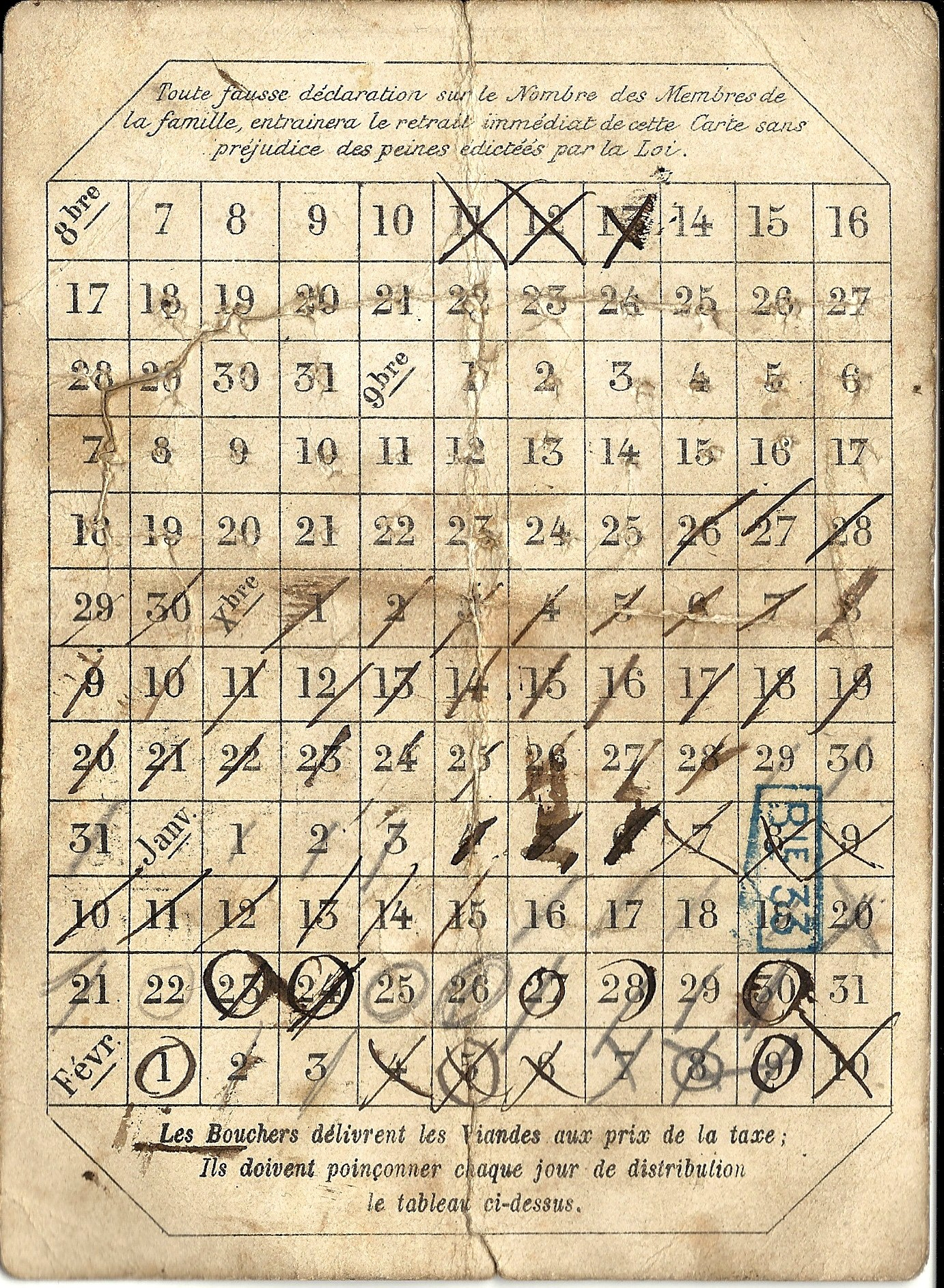
Carte de rationnement pendant le siège de Paris en 1870 ayant appartenu à Adolphe de Chanal. Verso

### Formation
Il est ancien élève de l'École polytechnique.

### Carrière militaire
Il entre dans l'artillerie comme sous-lieutenant en 1835, il est capitaine en février 1841.
Après sa démission de la préfectorale en 1851, il réintègre l'armée. Chef d'escadron en 1854, lieutenant-colonel en 1860. En 1862 il est envoyé en mission en Amérique et participe en tant qu’observateur aux opérations de la guerre de Sécession. Il est possible que ses liens avec les militaires américains, notamment avec son beau père le lieutenant colonel John Henry soit à l'origine de cette nomination. À l'armée du Potomac, il se lie avec le général Grant, futur président des États-Unis. Rentré en France il rédige une étude pertinente sur l'organisation de l'armée des États-Unis qui servit de référence maintes fois au Congrès Américain. Il est promu colonel en 1866. Il participe à la campagne franco-prussienne de 1870 dans Paris assiégé où il fait partie de l'état major et prend le commandement du 21e régiment d'artillerie le 3 novembre 1870. Il est nommé général de brigade par décision du 18 janvier 1871. 
Il prend sa retraite en 1873.

### Carrière politique
En février 1848, il est nommé préfet des Hautes-Alpes, puis préfet du Gard le 29 août 1848, préfet du Bas-Rhin en juin 1849 et préfet de l'Ain le 12 mars 1851. Il est l'un des huit préfets de France qui démissionnent à la suite du coup d'État du 2 décembre 1851,.
Il est député de la Corrèze de 1876 à 1881, et siège dans le groupe de la gauche modérée. En mai 1877, il est l'un des signataires du manifeste des 363.

## Œuvres
- L'armée américaine pendant la guerre de la sécession, ouvrage réédité en 2009, 294 pages,  (ISBN 978-1-141-21071-8)

## Distinctions
Adolphe de Chanal est nommé chevalier de l'ordre national de la Légion d'honneur en novembre 1848 et promu commandeur le 11 mars 1868.

## Pour approfondir